# Campionato balcanico maschile di pallacanestro 1978
Il 20º Campionato Balcanico Maschile di Pallacanestro, si è disputato ad Ankara, in Turchia, tra il 7 e l'11 maggio 1978.

## Risultati
|    | Nazionale  | G | V | P | PF  | PS  | Diff. |
| -- | ---------- | - | - | - | --- | --- | ----- |
| 1. | Jugoslavia | 4 | 4 | 0 | 372 | 283 | +89   |
| 2. | Romania    | 4 | 2 | 2 | 297 | 315 | -18   |
| 3. | Bulgaria   | 4 | 2 | 2 | 313 | 319 | -6    |
| 4. | Grecia     | 4 | 1 | 3 | 309 | 353 | -44   |
| 5. | Turchia    | 4 | 1 | 3 | 286 | 307 | -21   |

## Classifica finale
| -  | Paese      | Formazione |
| -- | ---------- | ---------- |
|    | Jugoslavia |            |
|    | Romania    |            |
|    | Bulgaria   |            |
| 4. | Grecia     |            |
| 5. | Turchia    |            |